# Futuro y Libertad para Italia
Futuro y Libertad (Futuro e Libertà), cuyo nombre completo es Futuro y Libertad por Italia (Futuro e Libertà per l'Italia) (FLI), fue un partido político italiano.
FLI fue creado por los seguidores de Gianfranco Fini en julio de 2010 como una escisión del Pueblo de la Libertad (PdL), el principal partido italiano de centro-derecha liderado por Silvio Berlusconi. Fini, exdirigente del Movimiento Social Italiano (MSI) y la Alianza Nacional (AN) y cofundador del PdL en 2009, había tomado un largo viaje desde el post-fascismo para convertirse en un conservador liberal. Poco después de la fundación del PdL, empezó a ser muy crítico con el estilo de Berlusconi, tanto en su labor al frente del Gobierno como en su liderazgo en el partido.
Muchos de sus militantes son en su exmiembros del MSI o de AN, pese a notables excepciones. FLI fue miembro fundador del Nuevo Polo por Italia, junto con Unión del Centro, Alianza por Italia y el Movimiento por la Autonomía.

## Historia
Pese a haber sido en el pasado líder de la formación conservadora nacionalista Alianza Nacional (AN), Gianfranco Fini se convirtió en uno de los líderes más liberales socialmente dentro del Pueblo de la Libertad al poco de la fundación de éste por sus opiniones más progresistas que las oficiales del partido en lo que respecta a la investigación con células madre, la eutanasia, el testamento vital o la inmigración; también se ha mostrado favorable a la separación Iglesia-Estado.
Estas posiciones hicieron que antiguos miembros de AN, como Ignazio La Russa, Maurizio Gasparri, Gianni Alemanno, Altero Matteoli o Giorgia Meloni, se distanciaran de él para aliarse con Berlusconi. Mientras los partidarios de Fini se organizaron dentro del PdL, acrecentando la tensión dentro del partido en 2010, incluso con enfrentamientos públicos entre Fini y Berlusconi.
Los enfrentamientos entre Fini y Berlusconi se hicieron más frecuentes y alcanzaron su culmen a finales de julio de 2010, cuando Fini cuestionó la moralidad de algunos dirigentes del PdL bajo investigación. El 29 de julio de 2010, la ejecutiva del PdL dio a conocer un documento (votado por el 33 miembros de 37) en la que Fini era descrito como "incompatible" con la línea política del PdL, aduciendo que no podía realizar su trabajo de presidente de la Cámara de Diputados de una manera neutral; Berlusconi pidió a Fini que dimitiera de su cargo y la ejecutiva propuso la suspensión de militancia de los varios de sus simpatizantes que había criticado duramente a Berlusconi, acusando incluso a algunos miembros del partido de delitos penales. 
El 30 de julio, Fini celebró una rueda de prensa en la que anunció la separación de su grupo (33 diputados y 10 senadores) del PdL, tanto en la Cámara como en el Senado bajo el nombre de Futuro y Libertad (FLI); sin embargo, reafirmó el apoyo de su grupo al gobierno de Berlusconi.  
El 5 de julio, la Cámara de Diputados votó la suspensión un senador PdL bajo investigación de su cargo de Secretario de Justicia. El grupo FLI decidió abstenerse en la votación junto con la Unión del Centro, Alianza por Italia y el Movimiento por la Autonomía, que forman la llamada "área de responsabilidad". La moción fue rechazada, pero fue un duro golpe para el Gobierno de Berlusconi, que conservó su mayoría solo a través del apoyo de FLI. El 5 de septiembre Fini reafirmó su ruptura con el PdL, pero le ofreció un "pacto de legislatura" para que el Gobierno se mantuviera hasta 2013; mientras tanto Berlusconi como Umberto Bossi reiteraban su llamamiento a Fini para que dimitiera como Presidente de la Cámara. El 22 de septiembre FLI se abstuvo de nuevo en la votación de confianza sobre un miembro de Forza Italia bajo investigación por delitos relacionados con la camorra. El 29 de septiembre el FLI votó a favor del Gobierno en un voto de confianza en la Cámara de Diputados. Ese mismo día Fini anunció el nacimiento inminente de un nuevo partido. El 7 de noviembre Fini llamó a Berlusconi a dimitir a su cargo de primer ministro y propuso un nuevo gobierno que incluyera a Unión del Centro (UDC); el 14 de diciembre FLI votó en contra del Gobierno en un voto de confianza en la Cámara de Diputados, votación ganada de nuevo por Berlusconi. 
El 15 diciembre de 2010 FLI fue miembro fundador de Nuevo Polo por Italia (NPI), junto con la Unión del Centro y algunos partidos menores. Los días 11, 12 y 13 de febrero de 2011 FLI celebró su Congreso Constituyente en Milán y Gianfranco Fini fue elegido presidente del mismo.
De cara a las elecciones generales de Italia de 2013 anunció su apoyo al programa presentado por Mario Monti para revalidar su puesto de primer ministro.
Dentro de sus organizaciones afiliadas, cuenta con la agrupación político-cultural GayLib, que reúne a personas que propugnan los valores y principios cercanos al conservadurismo LGBT, la cual se encuentra vinculada al partido en lo referente a personeros y representación en el plano político.